# Markel Etxeberria
Markel Etxeberria Mendiola (ur. 15 lutego 1995 w Erandio) – hiszpański piłkarz występujący na pozycji obrońcy w Athletic Bilbao.